# Mihai Tofan
Mihai Tofan (n. 8 noiembrie 1926, Comuna Tigheci, județul Cahul, Basarabia - d. 7 iulie 1986, București) a fost un pictor scenograf român.
Studii de specialitate – Institutul de Arte Plastice ''N.Grigorescu'' București – Secția Scenografie – Promoția 1952 – Prof. W. Siegfried
Pictor scenograf al Teatrului Național București din 1952 pînă în 1986
1956 – 1959 : Profesor la Liceul de Arte Plastice ''N.Tonitza'' – Scenografie
1954 – 1986 : Profesor la Institutul de Arte Plastice ''N.Grigorescu''- Scenografie
Membru U.A.P. din anul 1954                                                                                                                        
Activitatea de creație artistică a pictorului scenograf Mihai Tofan cuprinde un număr de peste 250 de spectacole identificate într-un interval de 33 de ani de activitate profesionala și colaborare cu cei mai mari regizori ai scenei românești : Sică Alexandrescu, Mony Ghelerter, Al. Finți, Marieta Sadova, Mihai Berechet ș.a.
Participări la expoziții peste hotare :
1963 – Expoziția Românească de Scenografie – Paris – Franța
1964 – Expoziția Românească de Scenografie – Havana – Cuba
1966 – Trienala Internațională de Scenografie – Novi Sad – Yugoslavia
1971 – Quadrienala de Scenografie – Praga – Cehoslovacia
1981 – Trienala Internațională de Scenografie – Novi Sad – Yugoslavia
1984 – Trienala Internațională de Scenografie – Novi Sad – Yugoslavia
Lucrări premiate :
1958 – Laureat la Concursul de tineret al Teatrelor Dramatice din țară
1960 – Laureat la Concursul de tineret al Teatrelor Dramatice din țară1978 – Premiul de Scenografie al Teatrului Național București pentru ,,ingeniozitatea dispozitivului spațial al spectacolului ''Al. Lăpușneanu'' 1984 – Medalia de Bronz - Trienala Internațională de Scenografie – Novi Sad – Yugoslavia